# Refuge de Plaisance
Le refuge de Plaisance est un refuge de montagne appartenant au parc national de la Vanoise et situé dans la commune française de Champagny-en-Vanoise, dans le département de la Savoie.

## Accès
Le refuge est accessible depuis le parking du Laisonnay d'en Bas (commune de Champagny-en-Vanoise) en 2 heures de marche et 600 mètres de dénivelé positif. Les randonneurs peuvent marcher jusqu'au refuge et en repartir le jour même, ou choisir d'y dormir.

## Histoire
Les autorités du parc national de la Vanoise construisent en 1968 un premier chalet afin d'améliorer l'accueil touristique et de permettre la découverte de l'espace protégé du vallon de Plaisance. Un deuxième chalet est construit en 1974, il est réservé au couchage des randonneurs.
En février 1999, une avalanche bouscule le chalet-dortoir et le déplace de plusieurs mètres. Il est remis en place sur ses fondations en étant soulevé par des vérins, puis glissé sur des madriers à l'aide de tireforts.
En février 2020, le toit du refuge est emporté par le vent. Les dégâts occasionnés entraînent la fermeture du refuge au public le temps que les réparations soient effectuées. Le refuge rouvre ses portes à partir de juin 2020.
Au cours de l'été 2022, le refuge est fermé au public en raison de travaux d'agrandissement et de rénovation permettant d'améliorer la qualité d'accueil des randonneurs ainsi que la qualité de vie des gardiens. Ces travaux permettent notamment la création d'une chambre privative pour les gardiens, d'une réserver et de stockages supplémentaires, de nouveaux sanitaires et d'un vestiaire. Les installations d'assainissement, d'alimentation en eau potable et les panneaux solaires photovoltaïques sont également remplacés et mis aux normes. 

## Caractéristiques et informations
Il s'agit d'un refuge de montagne situé à 2 170 mètres d'altitude, accessible uniquement à pied. Il est constitué de deux bâtiments, dont un chalet-dortoir de 32 couchages et un chalet abritant le réfectoire et l'espace des gardiens (cuisine et chambre). En période de gardiennage, il propose de la restauration le midi ainsi que des demi-pensions. 
Le refuge met à disposition des randonneurs des tables et des chaises, un poêle, des couchages en dortoir, des couettes, du gaz et de l'éclairage photovoltaïque. 